# Estádio dos Eucaliptos
Estádio dos Eucaliptos, officiellt Estádio Ildo Meneghetti, var en fotbollsarena i Porto Alegre, Brasilien.
Arenan öppnade den 15 mars 1931 och var värdarena för två matcher under fotbolls-VM 1950.
Arenan slutade användas 1969, och revs slutligen år 2012.